# Arc'teryx
Arc'teryx er en canadisk producent af udstyr til bjergbestigning og skiløb, desuden producerer de overtøj. De har hovedkvarter i North Vancouver, British Columbia. Virksomhedens logo refererer til Archaeopteryx. Arc'teryx har 1.200 ansatte.
Virksomheden blev etableret i 1989 som Rock Solid og blev i 1991 re-branded som Arc'teryx. I 2001 blev de opkøbt af Salomon Group og i 2005 blev opkøbt af Amer Sports.